# Сын за отца (фильм)
«Сын за отца…» (белор. Сын за бацьку…) — российско-белорусский художественный фильм 1995 года. Единственная режиссёрская работа актёра Николая Ерёменко-младшего.
Фильм награждён Главным призом международного кинофестиваля в Пхеньяне (Северная Корея) в 1998 году.

## Сюжет
С приходом рыночных отношений в медицину старый пластический хирург оказался без работы. Его спасает собственный сын. Сам владелец клиники в Москве, он предлагает отцу последовать его примеру и стать руководителем такого же центра, но уже в Минске. Хирург-отец, сохранивший свои старые взгляды и не желающий прогибаться под кого бы то ни было, скоро наживает себе врагов из местного криминалитета. Последние решают наказать врача и прибрать клинику, но на помощь вовремя прибывает его сын, и уже вместе они противостоят новоявленным мафиози.

## В ролях
- Николай Ерёменко-мл. — Виктор Александрович
- Николай Ерёменко-ст. — Александр Николаевич
- Ирина Феофанова — Яна Богданович
- Вера Алентова — Ядвига Станиславовна Заборовская
- Владимир Гостюхин — Тиханович, он же сельский участковый Васильич
- Альбинос Келярис — мафиозо Красюк
- Алексей Булдаков — механик Лёша
- Алексей Ванин — Вася-охотник
- Александр Кашперов — Миша-телефонист

## Съёмочная группа
- Автор сценария: Валентин Черных
- Режиссёр-постановщик: Николай Ерёменко-мл. (при участии Маргариты Касымовой)
- Оператор-постановщик: Юрий Елхов
- Художник-постановщик: Алим Матвейчук
- Композитор: Александра Пахмутова
- Звукооператор: Андрей Волков